# Boris Andrij Gudziak

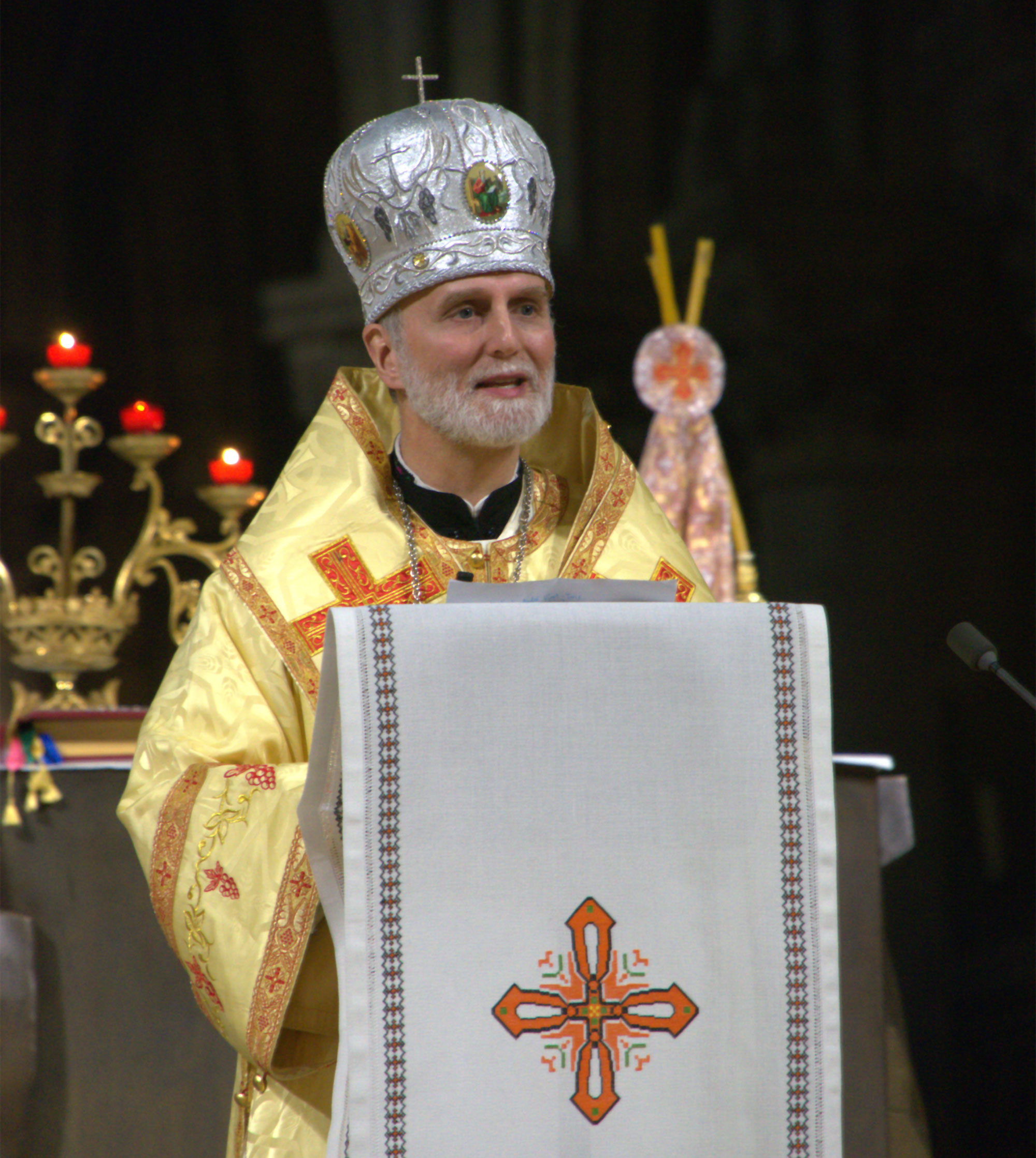
Boris Andrij Gudziak (2014)

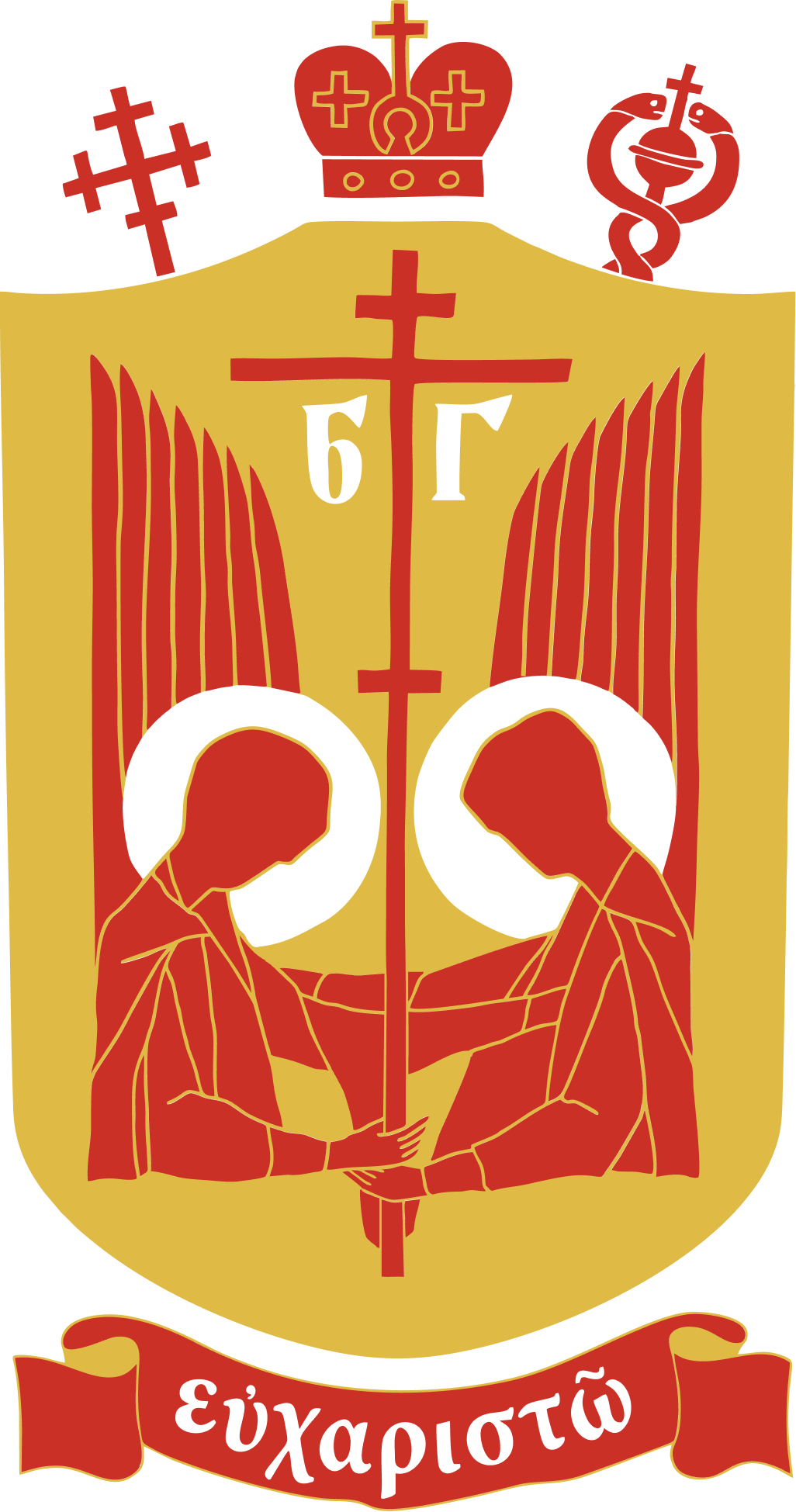
Wappen von Borys Gudziak

Boris Andrij Gudziak (* 24. November 1960 in Syracuse, Vereinigte Staaten) ist ein Geistlicher der Ukrainischen Griechisch-Katholischen Kirche und Erzbischof der Erzeparchie Philadelphia.

## Leben
Der Weihbischof in Lemberg, Ljubomyr Husar MSU, weihte ihn am 14. August 1998 zum Diakon und der Bischof von Iwano-Frankiwsk, Sofron Stefan Mudry OSBM, spendete ihm am 26. November 1998 die Priesterweihe. Er war von 2002 bis 2012 Rektor der Ukrainischen Katholischen Universität. Er hat über 50 Werke zur Kirchengeschichte verfasst.
Am 21. Juli 2012 wurde er von Papst Benedikt XVI. zum Titularbischof von Carcabia und Apostolischen Exarchen von Frankreich ernannt und er wurde am 2. Dezember desselben Jahres in das Amt eingeführt. Der Großerzbischof von Kiew-Halytsch, Swjatoslaw Schewtschuk, weihte ihn am 26. August desselben Jahres zum Bischof; Mitkonsekratoren waren Ihor Wosnjak CSsR, Erzbischof von Lemberg, und Hlib Lonchyna MSU, Apostolischer Exarch von Großbritannien. Mit der Erhebung zur Eparchie Saint Vladimir le Grand de Paris am 19. Januar 2013 wurde er zu deren erstem Bischof ernannt.
Papst Franziskus ernannte ihn am 18. Februar 2019 zum Erzbischof von Philadelphia. Die Amtseinführung fand am 4. Juni desselben Jahres statt.
Am 2. Dezember 2021 ernannte ihn Papst Franziskus zum Mitglied des Dikasteriums für die Kommunikation.